# シーラ・マジッド
シーラ・マジッド （Sheila Majid 本名：Shaheila binti Abdul Majid、1965年1月3日-）は、マレーシア・クアラルンプール市出身の女性歌手。

## 来歴
8人兄弟の末っ子としてマレーシアのクアラルンプールにて誕生。母は先住民族、父親はジャワ人である。4歳からピアノを習う。17歳の時に友人の誕生日パーティーにて歌を披露し、音楽プロデューサーの目に留まる。1982年に音楽事務所と契約をするも、実際にアルバムデビューをするのは3年後の1985年であった。デビューアルバムはマレーシアは勿論、隣国のインドネシアでも賞を受賞するなどヒットする。
日本では1989年に第18回東京音楽祭アジア大会に出場し、同年から日本国内でもCDがリリースされている。また同年、ヤマハ発動機のモーターボート、及び1990年には日産自動車の乗用車のそれぞれテレビコマーシャルの挿入歌として楽曲が使用された。1989年にアメリカのＴＶ番組Star Searchに出場しベストフィーメールヴォーカリストを受賞した。1996年にはロンドンにてコンサートを開催し、チケットもソールドアウトになった。以降マレーシアを代表する歌手として世界で活躍している。

## ディスコグラフィー
- Dimensi Baru (1985年)
- Emosi (1986年)
- Warna (1988年)
- レジェンダ（伝説） - Legenda (1990年)
- ラトゥ - Ratu (1996年)
- Ku Mohon (1999年)
- Cinta Kita (2004年)
- Lagenda XVI (2008年)